# Guaracabulla
Guaracabulla es una localidad cubana del municipio de Placetas, en la provincia de Villa Clara.

## Toponimia
El nombre del lugar puede encontrarse escrito con las grafías Guaracabuya y Guaracabulla. Es una voz de origen indígena.
Sobre el significado del nombre «Guaracabulla» decía el periódico español El Correo Militar:

Guaracabulla, palabra compuesta del nombre anterior [Guara] y cabuya, que es una cuerda delgada hecha de pita de corojo, henequén o guano; entre la gente del campo se dice dar cabuya al acto de amarrar alguna persona o animal; escriben muchos Guaracabulla, pero su etimología es con y.—En la provincia de Santa Clara, siete leguas al SE. de la capital, y dos y media SO. de Placetas, se halla el pueblo, barrio rural de Placetas, en la vertiente SO. de la loma del mismo nombre, partido de Remedios; y río, que nace al S. de la loma, corre al S., hasta cruzar el camino real del centro, en que tuerce al O. y desagua en el río Agabama por la izquierda.

## Historia

### Siglos XVII-XIX
El asentamiento tuvo su origen a fines del siglo XVII con el nombre de San Atanasio del Cupey. La parroquia —y con ella el caserío principal— cambió de sitio en dos ocasiones: en 1804 pasó al paraje del Ciego y en 1814 se trasladó definitivamente a la margen del río Guaracabulla, donde permanece hasta hoy; ese mismo año se levantó la iglesia del lugar. En 1836 la población obtuvo el título de «pueblo». 
En el segundo tomo de su Diccionario geográfico, estadístico, histórico, de la Isla de Cuba, publicado en 1863, Jacobo de la Pezuela indicaba que Guaracabulla era cabeza de su partido y la describía como un caserío diseminado a ambos lados del Camino Real, con una iglesia «de tabla y teja» bajo la advocación de San Atanasio del Cupey y un cementerio anexo construido en 1815. Según el mismo autor, para 1852-1858 la localidad registraba 24 edificios y 161 habitantes (94 blancos, 30 libres de color y 37 esclavos).

De la Pezuela lo describe de la siguiente manera:
Guaracabuya ó San Atanasio del Cupey (pueblo de) Cabeza del part.º de su nombre, situado á los 21º 11' 36'' de latitud boreal y los 73º 37' 100'' de longitud occidental de Cadiz, en una risueña y elevada sábana llana, de piso cascajoso y á la derecha del río de Guaracabuya, y en posicion muy propia para el comercio interior. Bastante diseminado el caserío, forma una calle de E. á O. á los lados del camino real del centro de la isla. Lo despejado de sus cercanías en donde hay algunas estancias, le dan un aspecto alegre. Su único edificio notable es la iglesia, bastante bonita, de tabla y teja con su campanario de madera, edificada en 1814 bajo la advocacion de San Atanasio del Cupey, nombre con que se fundó á fines del siglo XVII la parroquia que hoy está en el pueblo y lo estuvo primitivamente en el asiento del Cupey (sitio de cria y ceba al N. E. en el propio part.º) Trasladóse en 1804 al del Ciego, de donde lo fué definitivamente en 1814 á este punto de Guaracabuya prévia licencia que concedió el Ilmo. señor diocesano Espada. El templo es capaz hasta de 300 personas. Hoy es parroquia de ingreso, y depende de la vicaría de San Juan de los Remedios. [...] El cementerio está anexo y se edificó en 1815; es un mal cercado de tablas con 25 varas en cuadro. Hay una escuela gratuita de primeras letras para varones costeada por los fondos municipales. El vecindario se provee de las gruesas aguas del río y de algunos pozos; pero la principal aguada es un manantial escelente que dista 1/4 de legua del caserío. La mayor parte de sus habitantes se dedican á la agricultura. En 1836 se concedió á la poblacion el título de pueblo declarándose le correspondian las franquicias de la Real Cédula de 1 de octubre de 1817 por término de 15 años. En 1846 contaba, segun el Cuadro Estadístico de aquel año, una casa de madera y teja y 17 de embarrado y guano con 2 tabernas, una tienda mista, 2 panaderías y 2 zapaterías y 16 habitantes blancos, 32 de color libres y 31 esclavos. [...]

(Pezuela, 1863, pp. 520-521)
En 1863, en Guaracabulla operaban los ingenios La Caridad y El Laberinto, de acuerdo con una nota publicada en la revista Bohemia en 1949.
El pueblo «fue destruido por los insurrectos [mambises] en 1869», según recoge Gerardo Castellanos G. en el volumen Panorama histórico. Ensayo de cronología cubana. Desde 1492 hasta 1933. Sobre ese hecho, el jefe local de Comunicaciones de Guaracabulla decía en una carta enviada a la revista Bohemia en 1949: «Nos sentimos orgullosos de vivir en este olvidado rincón de Cuba, que nuestros antepasados, en aras de la libertad que disfrutamos, supieron entregar a las llamas».

### Siglo XX
El historiador placeteño José Andrés Martínez-Fortún y Foyo, que visitó «la vieja aldea y antigua cabecera pedánea» el 13 de septiembre de 1941, describe el asentamiento como un «pobre y arruinado pueblucho» en una crónica publicada al final de su libro Historia de Placetas.
En el mismo texto, Martínez-Fortún y Foyo menciona que la estación de ferrocarril estaba situada al sureste y «separada poco más de medio kilómetro de las primeras casas».

Lo primero que encontramos fue el cementerio (reconstruido en 1907) que está en buenas condiciones. Después llegamos a la Plaza del Rey o de la Iglesia, que es un placer o espacio libre completamente abandonado con algunas casas en su extremo del este y una hermosa ceiba casi frente al templo.
(Martínez-Fortún y Foyo, 1942, p. 189)

Según esa crónica, hacia 1941 Guaracabulla contaba con unas 50 casas y poco más de 300 habitantes, además de dos cafés, tres tiendas de víveres, una de ropa, dos escuelas y una cartería. El primer alcalde de barrio fue Eusebio Cullaré (1879) y, en 1941, ejercía el cargo Evaristo Cabrera Montiel.
Vecinos ancianos entrevistados por Martínez-Fortún y Foyo contaron «que siempre conocieron el cementerio en el mismo lugar; que la iglesia sirvió de fuerte en 1895; que entonces rodeaban el poblado cuatro fuertes; que había además una casa cuartel fortificada y que dejó tristes recuerdos, por su crueldad, el "Cabo Ocaña" que operaba en la zona y que llegó a Capitán».
De acuerdo con un reportaje publicado por la revista Bohemia en 1949, para 1852 Guaracabulla contaba con 24 casas y 161 habitantes. En 1863 operaban en su jurisdicción los ingenios La Caridad y El Laberinto. La iglesia católica del poblado se construyó en 1814. En 1949 el asentamiento tenía unos 300 habitantes.

## Iglesia

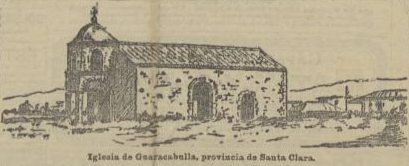
Iglesia de Guaracabulla en 1896

La primera iglesia de Guaracabulla se erigió en 1814, de tabla y teja, bajo la advocación de San Atanasio del Cupey. Posteriormente, en 1863, se construyó un templo de mayor capacidad que ardió en 1869 y fue reconstruido en 1894. Al momento de la visita de Martínez-Fortún y Foyo (1941), el edificio estaba en mal estado, con el frente parcialmente destruido y el techo amenazando ruina. El interior medía aproximadamente 10 × 5 m, con altar de mediados del siglo XIX, de gusto churrigueresco, que albergaba una pequeña imagen de San Atanasio; contaba con algunos bancos deteriorados y un confesionario muy sencillo. La sacristía era una caseta de madera adosada al costado izquierdo, donde se guardaba una pequeña campana.

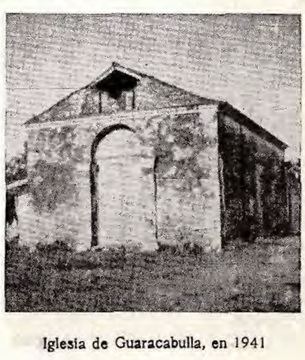
Iglesia de Guaracabulla en 1941

El costado norte del templo daba a la Calle Real (Camino Real de Trinidad a Remedios) o Calle Ancha. Según testimonios recogidos por el propio historiador, en 1895 la iglesia sirvió de fuerte.
El cementerio del poblado, inicialmente anexo al templo, según De la Pezuela, se mantenía en buenas condiciones en 1941 y se ubicaba a corta distancia de la traza urbana histórica.

## Minas de oro
Diversas fuentes de la época colonial apuntan a la extracción de oro en la región central de Cuba donde se ubica Guaracabulla. El cronista Gonzalo Fernández de Oviedo afirmó que, tras el reparto indígena por Diego Velázquez, «sacóse mucho oro, porque esta isla es de muy ricas minas»; añadió además que «es isla de muy buen oro y hase sacado mucho de ella» al referirse a hallazgos próximos a Santiago de Cuba. En una relación de 1519, transcrita por Herrera, la Real Audiencia describió que en seis de los ocho asentamientos de Cuba «no se sustentaban sino de coger oro», lo que ilustra la centralidad del beneficio aurífero en los primeros años de la Colonia.
El estudio técnico más completo del siglo XIX sobre el distrito fue publicado en La Habana en 1864 por Manuel Fernández de Castro, inspector del Cuerpo de Ingenieros de Minas, con foco en la mina de San Blas de las Meloneras, en el partido de Guaracabulla (jurisdicción de Remedios). En su obra, el autor sitúa el enclave dentro de la «región de Cubanacán», un cinturón de terrenos metamórficos y cristalinos que incluye Villa Clara, el Escambray y Guaracabulla, atravesado por la divisoria hidrográfica de los ríos Sagua, Arimao y Zaza.
Geología y tipo de yacimientos. Fernández de Castro describe un terreno ofítico dominado por serpentinas y pizarras (cloríticas y talcosas), con venas y planos de separación que, en conjunto, marcan un «rumbo general». En estas venas, e incluso como películas finísimas sobre la superficie de nódulos y hojas de rocas magnesianas, se observan partículas de oro visibles a simple vista o con lente; también hay vetas con mayor contenido silíceo sin llegar a constituir cuarzos verdaderos. A diferencia del modelo clásico de filones de cuarzo, el autor destaca que en Guaracabulla las vetas son de «segregación»: parecen formadas por sustancias de la propia roca caja, reagrupadas por procesos electroquímicos y electrodinámicos (teoría «electro-telúrica» que desarrolla en la memoria).
Trabajos antiguos. El texto reporta vestigios de «extensas aunque no muy profundas excavaciones» y grandes vaciaderos sobre vetas auríferas en Guaracabulla y sus alrededores. Entre los hallazgos figura un instrumento de hierro «a modo de barreta» en Las Meloneras, indicio que sugiere labores europeas tempranas en las márgenes del Arimao y otros puntos de Cubanacán.
San Blas de las Meloneras. A mediados del siglo XIX se habían registrado dos grupos de minas sobre antiguas labores o sus inmediaciones. En San Blas, el reconocimiento identificó «tres vetas» principales distribuidas en «dos pertenencias», y el propio Fernández de Castro delineó lo necesario para demostrar continuidad y riqueza: recorrer completamente las vetas (≈100 m) y abrir galerías a igual longitud y profundidad, con muestreos numerosos en diferentes alturas. El autor cita labores y puntos de muestreo específicos como el Pozo Rico y el Pozo San Román, empleados en la toma de muestras sistemáticas.
Ensayos y ley del mineral. El cuadro de ensayos de la mina San Blas recoge resultados de muestras representativas y advierte contra el uso de resultados «extraordinarios» (por ejemplo, ejemplares selectos o con lavado previo) para calcular la riqueza media. En términos generales, las muestras indistintas oscilaron entre 0,000140 y 0,000358 de oro por unidad de mineral (equivalentes aproximados de 86 a 219 pesos por tonelada), si bien se documentaron piezas de mayor ley (p. ej., 0,000690; ≈423 pesos por tonelada). En análisis puntuales, el químico Ramón María de Hita obtuvo de 2 libras de mineral una aleación oro-plata cuya desagregación arrojó 60% de oro (≈4,35 onzas de oro por quintal; ~1667 pesos por tonelada), pero el propio estudio recomienda no usar estos valores excepcionales para promediar. El autor observa además que parte del oro de Guaracabulla aparece como «electrum» (aleación natural oro-plata).
Valoración y estado de la explotación (1864). Aunque reconoce que no existía «certeza absoluta» sobre las reservas sin acometer trabajos más extensos, Fernández de Castro juzgó que «pocas veces se acometerá el laboreo de una mina de oro con más halagüeños auspicios ni con mejores fundamentos» que en Guaracabulla. Reiteró que, observando con continuidad la riqueza del criadero y ajustando a ello el método de labores y beneficio, la empresa podía aspirar a «resultado favorable», si bien subrayó la necesidad de inversiones y de una exploración sistemática.
Aluviones auríferos. Dado que el oro en Guaracabulla se presenta a menudo finamente diseminado en serpentinas poco tenaces, el autor consideró probable la existencia de aluviones auríferos transportados a cierta distancia por los torrentes estacionales hacia llanuras y el litoral de la región central de la isla. A partir de la configuración longitudinal de Cuba y sus divisorias, planteó que gran parte de los detritos de las montañas ofíticas —con sus «pajillas de oro»— pudo haber sido arrastrada fuera de los cauces intermedios, salvo en los valles de los ríos mayores.
En síntesis, la literatura colonial y el estudio técnico de 1864 coinciden en situar Guaracabulla dentro de una faja geológica aurífera (Cubanacán) con evidencias de laboreo temprano y con yacimientos de vetas de segregación —especialmente en San Blas de las Meloneras— cuya riqueza, según las pruebas de la época, justificaba campañas de exploración más profundas y ordenadas.

## Disputa con la Compañía Cubana de Electricidad (1949)

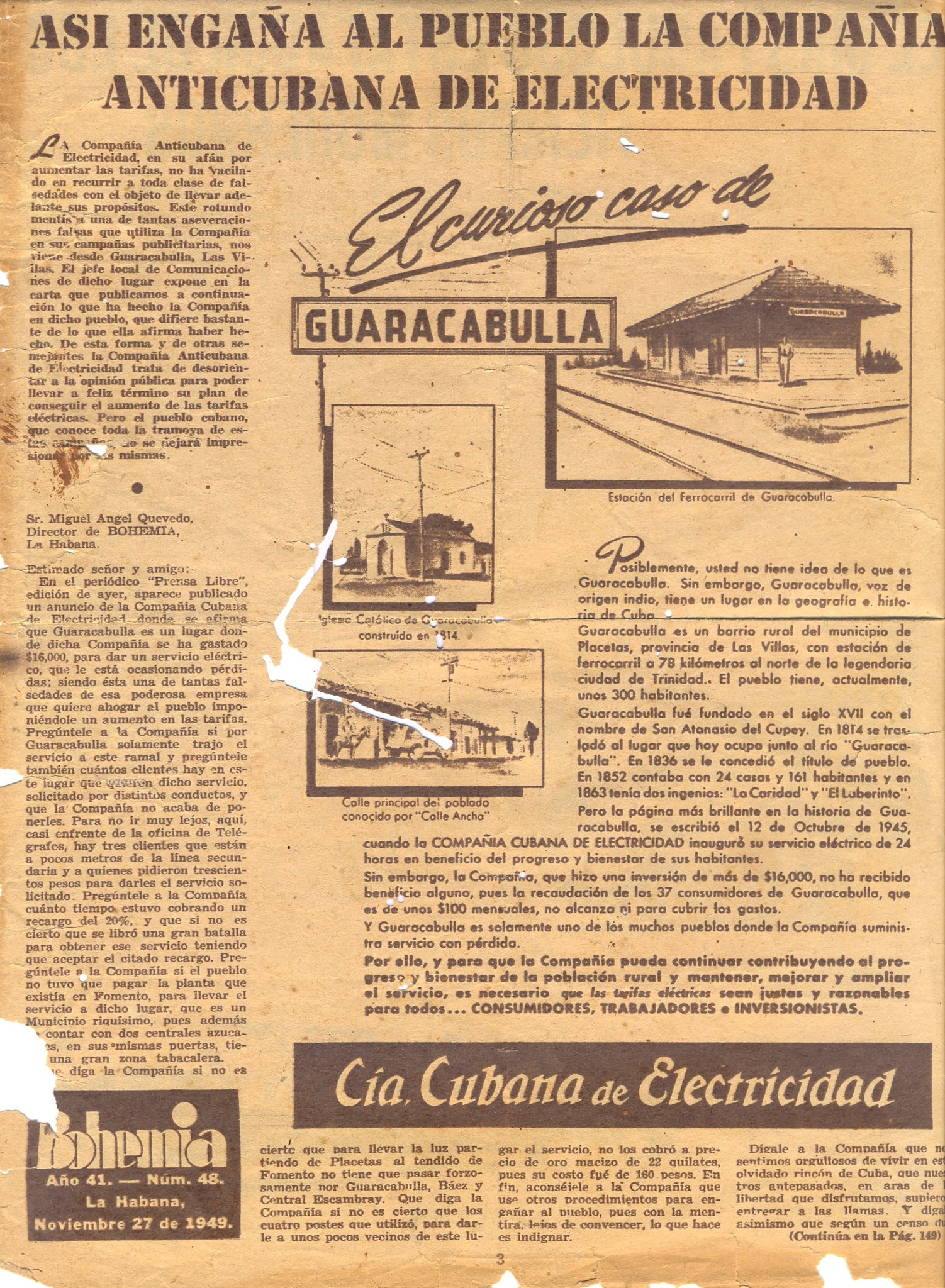
En 1949, la revista Bohemia publicó una carta del jefe local de Comunicaciones de Guaracabulla, quien se quejaba de las tarifas eléctricas vigentes en el poblado.

En noviembre de 1949 la revista Bohemia publicó un reporte titulado «El curioso caso de Guaracabulla», enmarcado bajo el encabezado «Así engaña al pueblo la Compañía Anticubana de Electricidad». El texto menciona que la Compañía Cubana de Electricidad inauguró el servicio eléctrico de 24 horas en Guaracabulla el 12 de octubre de 1945, con una inversión superior a los 16 000 pesos, según la propia Compañía Cubana de Electricidad.
En 1949 el asentamiento contaba con 37 consumidores cuya recaudación mensual rondaba los 100 pesos, cifra que «no alcanza[ba] ni para cubrir los gastos [que tuvo que hacer la Compañía Cubana de Electricidad para llevar la electricidad a Guaracabulla]», por lo que la empresa reclamaba mayores tarifas para mantener el servicio.
En la misma página, Bohemia reprodujo una carta dirigida a su director, Miguel Ángel Quevedo, por el jefe local de Comunicaciones de Guaracabulla, quien contradecía a la Compañía Cubana de Electricidad. En la misiva, este último calificaba como «falsedad» que la compañía hubiera gastado 16 000 pesos en llevar la electricidad a Guaracabulla y señalaba que, «para llevar la luz partiendo de Placetas al tendido de Fomento» la conexión tenía que pasar «forzosamente por Guaracabulla, Báez y Central Escambray». Asimismo, criticaba los «procedimientos para engañar al pueblo» y concluía con una declaración de pertenencia: «Nos sentimos orgullosos de vivir en este olvidado rincón de Cuba».

## Transporte
En 1949 el asentamiento contaba con estación de ferrocarril, situada a 78 km al norte de Trinidad, lo que lo vinculaba a la red ferroviaria regional. La calle principal del poblado, conocida como «Calle Ancha», articulaba la circulación local.